# Yigoga iranicola
Yigoga iranicola är en fjärilsart som beskrevs av Ahmet Ömer Koçak 1980. Yigoga iranicola ingår i släktet Yigoga och familjen nattflyn. Inga underarter finns listade i Catalogue of Life.